# Словения на зимних Олимпийских играх 1992
Словения принимала участие в Зимних Олимпийских играх 1992 года в Альбервиле (Франция) в первый раз за свою историю, не завоевала ни одной медали. Сборную страны представляли 20 мужчин и 7 женщин.

## Состав и результаты олимпийской сборной Словении

#### Горнолыжный спорт
Спортсменов — 1
| Соревнование      | Спортсмены   | Скоростной спуск/ 1 спуск | Слалом/ 2 спуск | Всего   | Место |
| ----------------- | ------------ | ------------------------- | --------------- | ------- | ----- |
| Комбинация        | Наташа Бокал | 1:29,02                   | 1:09,65         | 2:38,67 | 7     |
| Супергигант       | Наташа Бокал |                           |                 | 1:27,42 | 32    |
| Гигантский слалом | Наташа Бокал | 1:07,20                   | 1:08,44         | 2:15,64 | 13    |
| Слалом            | Наташа Бокал | 48,62                     | DNF             | —       | —     |